# Prosopocera bamakai
Prosopocera bamakai är en skalbaggsart som beskrevs av Pierre Lepesme och Stefan von Breuning 1953. Prosopocera bamakai ingår i släktet Prosopocera och familjen långhorningar.
Artens utbredningsområde är Gabon. Inga underarter finns listade i Catalogue of Life.